# رافاييل فرنانديز ألفاريز
رافاييل فرنانديز ألفاريز (بالإسبانية: Rafael Fernández Álvarez) هو سياسي إسباني، ولد في 17 سبتمبر 1913 في أوفييدو في إسبانيا، وتوفي بنفس المكان في 18 ديسمبر 2010. حزبياً، نشط في Asturian Socialist Federation ‏. وقد انتخب رئيس إمارة أستورياس ‏ (11 يناير 1982 – 17 يونيو 1983) وانتخب عضو مجلس الشيوخ الإسباني ‏ (15 يونيو 1977 – ).